# 黃稀棘䲁
黃稀棘䲁（學名：Meiacanthus luteus），為輻鰭魚綱鳚形目䲁科稀棘䲁屬的一種，分布於西太平洋澳洲北部海域，深度0至35公尺，本魚體延長，稍側扁，頭頂無冠膜，無鬚，下頜兩側有犬齒具有毒腺，雄魚有延長的腹鰭和尾鰭葉，從吻前端穿過眼睛和尾鰭基部延伸到中外側有深棕色到黑色條紋，另一條深棕色條紋從眼睛上方開始，一直延伸到背鰭基部的身體背部，頭部和身體之間有兩條亮黃色條紋，下面是白色，背鰭硬棘4枚、背鰭軟條26-28枚、臀鰭硬棘2枚、臀鰭軟條16-18枚，體長可達10.3公分，棲息在珊瑚礁區，雌魚產附著性卵，雄魚有護卵行為，生活習性不明，可做為觀賞魚。